# Cal Bernardí
Cal Bernardí és una masia de Sora (Osona) inclosa a l'Inventari del Patrimoni Arquitectònic de Catalunya.

## Descripció
Casa petita de plana rectangular coberta en dos cossos a doble vessant, amb diferents construccions annexes adossades a la casa i que en alguns casos l'amplien. Construïda amb murs de pedra irregulars i morter, actualment es presenta totalment enguixada per la part exterior. Malgrat l'enguixat es reconeix que les portes i finestres tenien llindes. La llinda de la porta, molt malmesa a la part central, encara conserva una creu. Es conserva en mal estat tot i que encara s'hi viu explotant el camp i bestiar. L'estructura i construcció és semblant a d'altres construccions del segle xviii.